# Paul Girardet
Pour les articles homonymes, voir Girardet.
Paul Girardet, né à Neuchâtel le 8 mars 1821 et mort à Paris le 26 février 1893, est un peintre et graveur franco-suisse.

## Biographie

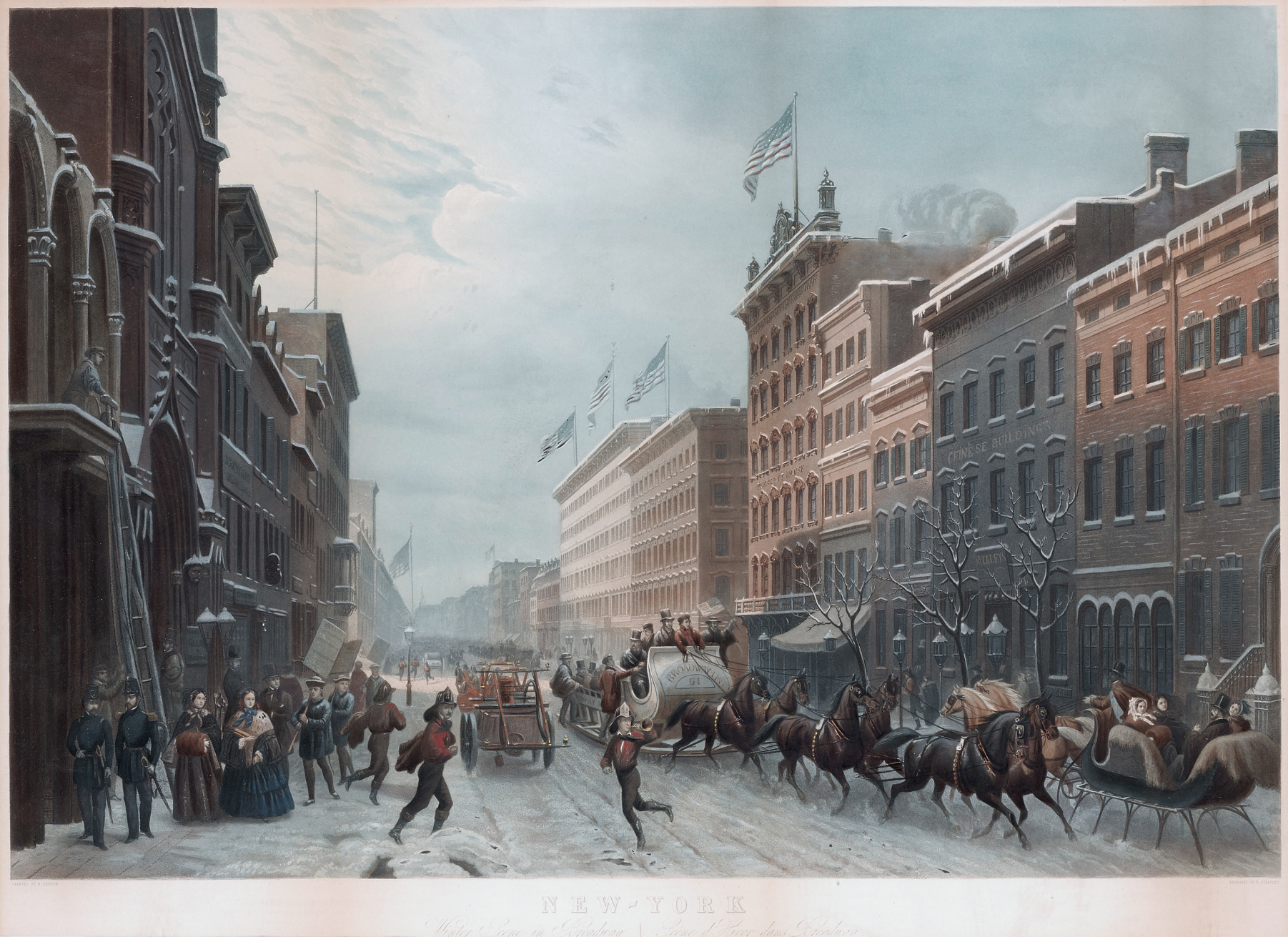
Scène d'hiver à Broadway, New York (1857), aquatinte en couleur, d'après Hippolyte Sebron.

Paul Girardet est le fils de Samuel Charles Girardet, artiste graveur (1780-1863) et de Fanny Charlotte Favre. Ses frères Karl Girardet (1813-1871) et Édouard Girardet (1819-1880) deviendront artiste peintre.
Il épouse en 1850 Anna Louise Alexandrine Sandoz (1825-1884). Le couple donne naissance à une famille d'artistes : Julia Antonine (ép. Burnand, 1851-1921), Eugène (1853-1907), les jumeaux Jules (1856-1938) et Léon (1856-1895), Paul-Armand (1859-1915) et Théodore (1861-1935).
Paul Girardet meurt le 26 février 1893 à son domicile de la rue Théophile-Gautier à l'âge de 71 ans.